# 美当一調
美当 一調（びとう いっちょう、1847年（弘化4年）12月22日 - 1928年（昭和3年）11月16日）は、明治時代に九州地方で活躍した講談（軍談）師。肥後国（現熊本県）生まれ。本名の尾藤新也でも活動する。
講談に三味線を加えた形式で、主に日清戦争、日露戦争などを題材として「忠君愛国」「仁義忠孝」を歌うものとして高く評価され、 後に九州から日本全国を制覇した桃中軒雲右衛門を通じ、浪花節の成立に大きな影響を与えた。

## 生涯
1847年（弘化4年）、熊本藩細川家の尾藤家（大尾藤家）三千石の支流（小尾藤家）の雅楽師範で四百石取りの家に生まれ育ち、その家柄から幼い頃から音曲に親しみ三味線・琴・笛をよくし、詩文・武芸にも長けていたという。1866年（慶応2年）18歳のころには第二次長州征伐で小倉口で戦った。1868年（慶応4年）1月3日からの戊辰の役にも参加している。1873年（明治6年）に兵役に就いて軍曹となり、台湾出兵にも従軍、1875年（明治8年）に病のために軍を辞め帰郷して商売を始め、当時流行していた軍談も素人として演じていた。
明治10年の西南の役では薩軍に加わり、田原坂の戦いで捕まり長崎の獄舎に入る。熊本には10年10月に戻り、そのころから軍談を語る事を決意する。芸人になるには地元熊本県に鑑札をもらい受けねばならず、「願い出れば士族の面汚しになる」と親戚・知人など周りから大きな非難を浴びた。再び鑑札を願い出るが県令に「武士には芸人鑑札を出せない」と説得され、逆に平民になって鑑札を受ける。当時、明治政府は芸能を「国家に益無き遊芸」とする方針で、特に熊本などでは遊芸業に従事する事自体を好ましいとみておらず、芸人数を抑制する方針であった。同時期に活躍した「女団十郎のお徳さん」こと女歌舞伎役者、倉橋屋嵐徳三郎も同様に鑑札取得に難儀をしたという。正式に鑑札をもらってからは「美当一調」と名乗り、熊本市内を中心に軍談師として活躍するようになる。明治27年から始まる日清戦争は大きな転機で、参加各師団の所在地に赴いて具体的な戦闘の様子を取材し、演題「日清戦争談」を作り上げ、弟の勝次（後に美当琴調と名乗る）に三味線を弾かせて語り、従来の軍談にはない形式で登場するようになり脚光を浴びる。多忙になると詰襟の制服、手に扇子を持ち現れるようになる。一調自身も言うように「常に大衆の中で」戦争の美談を通じてその悲壮な心情を歌いつづけ、九州のみならず芸界一方の雄となり長らく君臨する。 「兵隊さんが血を流した日清戦争で金儲けはできないと、「育英講談」と銘打った。
1898年（明治31年）大阪に出て、大阪と東京へ都合4回ずつ舞台に立ち、また東宮や将校の前で演じ明治31年の東京・九段階行社口演では参謀総長・陸軍大将の川上操六から、「教育軍人」の称号を得る。東京では、浪花節が寄席に定着しきっていない頃で、東上のつど新聞は、彼の芸を“新軍談”“音曲入り講談”と報じ、またときには“新々改良浪花節”と伝えた。当時の新聞では、民衆の精神の涵養を講談にて行うべしと言う論調だったが、一調の『北清事変談』に「実地を知らぬものも、真に砲声の耳に入り、血戦の状みえるやう」「どうか、かういふやふな軍談を追々盛んにしたいように思われる」と報じた（『東京朝日新聞』）。
1902年に困窮していた宮崎滔天は美当一調を頼って九州行きを決意し、零落して大阪で興行していた桃中軒雲右衛門を訪ねたが、雲右衛門も「美当さんの豪いことは僕も聞いて居る」と話して同行、九州で再起して名を上げた。また、一調は財を傾けて育英会を興し、人格者としても知られた。芸人として新聞紙面で本名に「氏」を付けて報道されることはまったくの異例である。その後もハワイや満州、朝鮮公演を行っているが、次第に、日清、日露の軍談は古臭く感じられるようになる。
大正初期に引退し、1928年（昭和3年）11月16日、胃癌のため80歳の生涯を終えたが、その訃を報じる『九州日日新聞』は、「大正三年まで四十年、軍談を以て演劇界に特定の位置」を占めてきた功績をたたえ、衷心より追悼した。
その講演集には『日清戦争談』18冊（1898-1902年）、『北清事変実況談』（1903年）、『日露戦争談』がある。（1908年）
また、国産レコードが製造されていない1908年（明治41年）3月に、銀座の天賞堂が米人技術技師によってレコードを制作、発売され、梅若万三郎や杵屋六左衛門、中村芝翫（のちの五代目中村歌右衛門）や竹本大隅太夫といった芸人とともに、美当一調は、『決死隊』四枚（片面盤）を残している。一時代に卓越したものと見なされたわけである。

## 芸風と評価
肥後琵琶の形式を講談に取り入れ、当時圧倒的多数であった「無教育の人」を相手に大好評を博した。その曲節は、次のように評された。
節は、難波ぶしのごとき処もあり、さゑもんぶしともおもはれ、源氏ぶしとも似た処がある。（1902年7月7日、『東京朝日新聞』）
お寺さんの御法談の如く、事実を形容詞沢山で運ぶ所は、浮れ節と祭文との口調を折衷して品格を有せ、三味線を入て更に之を花やかにする。（同年8月9日、『大阪朝日新聞』
一調自身もその芸名の由来について「講談に三味線を加えて一調子揃えた」と『日清戦争談』第一四編で述べている。
その舞台姿は、「正面舞台の講壇に、美当氏扇を手にして之に拠り（洋服姿）、音曲師三弦を持して傍らに在り、長短抑揚、節の妙を極めて、聴者の清琴を弾ず･･････」（美当一調講演集『日清戦争談』第三篇の跋）とあり、その芸の成立過程において、東京で成立間もない浪花節とほぼ同じ道のりをたどった。
宮崎滔天は「軍人家族をして死しても尾藤先生に歌わるれば本望だ」と思わせる（『日本及日本人』1907年2月号）と評し、一方で『日露戦争談』の一節では「只憾むらくは戦死者の、名のみ残して其の人の、影だに見えぬ今の世に、語り出るも涙の種。」として感興をそそる。
彼に代表されるような分類しにくい芸人は、近代の芸能史に書き留められず、また芸能史の作成に携わった者は、地方文化をも無視した。千歳米坡や若柳燕嬢、一調の時代に例をとれば、義当一法、九州男子、第一世日本太郎といった名前も消されてしまったのである。後に弟子美当一芳は浪花節として新聞や番付に登場している。

### 音声資料
- (CD)『浪花節名演集 SP盤復刻』全5枚日本コロムビア、2011年。COCJ-37011 - 15（美当一調の糸入り軍談「決死隊」が収録されている）